# Unterseeboot type U 151
Les sous-marins de type U 151 sont une classe de grands sous-marins à longue portée initialement construits pendant la Première Guerre mondiale comme sous-marins marchands, puis utilisés par la Kaiserliche Marine.

## Création
En plus des sous-marins cargo Deutschland et Bremen (disparu lors d'un voyage cargo en 1916 alors qu'il est encore un sous-marin marchand), six autres grands sous-marins cargo sont commandés, initialement conçus pour expédier du matériel vers et depuis des endroits autrement inaccessibles aux navires de surface allemands, comme les États-Unis. Lorsque ce pays entre en guerre aux côtés de la Triple-Entente, l'Empire allemand décide d'en faire des croiseurs submersibles.
Le 16 décembre 1916, quatre sous-marins en construction dans les chantiers Reiherstieg et Flensburger Schiffbau sont repris par la marine et convertis aux spécifications militaires sous le nom de sous-marins de type U 151, désignés U-151 à U-154. Les deux autres, ainsi que le Deutschland, devenu U-155, passent sous contrôle naval en février 1917, sous les noms d'U-156 et U-157.
Tous sont équipés de deux tubes lance-torpilles à la proue et peuvent transporter 18 torpilles, à l'exception de l'ex-Deutschland, qui est équipé de six tubes. Tous sont armés de deux canons de pont SK L/45 de 15 cm et transportent un équipage de 56 personnes. Ils ont une autonomie de croisière d'environ 25 000 milles marins (46 300 km).
Le succès des sous-marins de type U 151 conduit au "Projet 46", les plus grands croiseurs sous-marins de type U-139, conçus dès le départ comme des sous-marins militaires.

## Service
Le Deutschland effectue deux voyages commerciaux avant d'être mis en service dans la Kaiserliche Marine le 17 février 1917, sous le nom de U-155.
Max Valentiner commanda un sous-marin de type U 151, le U-157, et entreprend la plus longue croisière de la guerre du 27 novembre 1917 au 15 avril 1918, soit un total de 139 jours. Waldemar Kophamel commende également un sous-marin de type U 151, le U-151, à la fin de l'été et à l'automne 1917.

## Liste des sous-marins type 151
Sept sous-marins de type U 151 furent construits, dont six mis en service dans la Kaiserliche Marine.
- U-151
- U-152
- U-153
- U-154, coulé le 11 mai 1918 par le HMS E35
- U-155, ex-sous-marin marchand Deutschland
- U-156, probablement coulé par une mine en septembre 1918
- U-157